# Mark McAuley
Mark McAuley, né le 2 mars 1987 à Dublin, est un cavalier irlandais de saut d'obstacles. 

## Biographie
En 2020, il agrandit ses écuries situées en Haute-Savoie avec son épouse Charlotte Mordasini McAuley, les écuries de la Tuilière compétition ; cela est facilité par le faible nombre de concours organisés durant cette année de pandémie de Covid-19.
En juillet 2023, il déclare placer de grands espoirs dans sa jument Destinée de Vains. Il est qualifié pour les Jeux olympiques d'été de 2024 à Paris.

## Palmarès
Il est élu rookie de l'année 2017 par Horse Sport Ireland.
Il remporte le Grand Prix de Grimaud en septembre 2023 avec GRS Lady Amaro. Il termine second du Grand Prix de Lyon en novembre, et également second du Grand Prix de Genève en décembre 2023, avec la même jument.